# Тюленев, Иван Владимирович
Иван Владимирович Тюле́нев (16 (28) января 1892 года, Шатрашаны, Симбирская губерния — 15 августа 1978 года, Москва, РСФСР, СССР) — советский военачальник, генерал армии (1940). Герой Советского Союза (1978). Полный Георгиевский кавалер (1915, 1916, 1916, 1917).

## Молодость
Родился в солдатской семье участника русско-турецкой войны. В 1906 году окончил три класса трёхлетней сельской школы. В декабре 1906 года отец увёз его в Симбирск и оставил там работать чернорабочим на крахмально-паточной фабрике. Однако вскоре из-за малых заработков вернулся в село.
Во время революции 1905 года в селе проходили крестьянские волнения, в ходе которых было сожжено имение князя Голицына. После этого в селе начались репрессии со стороны жандармов и армии. Отцу Ивана Тюленева пришлось скрыться из села. Сам Иван летом 1907 года уехал в Астрахань на рыбные промыслы на Каспии, где проработал до 1913 года и осенью вернулся в Шатрашаны.
Откуда в октябре 1913 года был призван в Русскую императорскую армию. Призывной комиссией он был определён в Балтийский флот, но после проверки благонадёжности получил назначение в 5-й драгунский Каргопольский полк, который размещался в Казани. В этом же полку после начала Первой мировой войны начинал службу К. К. Рокоссовский.

## Первая мировая война
С началом Первой мировой войны полк был отправлен на фронт в Польшу. Боевое крещение Иван Тюленев получил в боях у реки Пилица. В дальнейшем Тюленев в составе полка принимал участие в боях под Краковом и Сандомиром. В мае 1915 года 5-я кавалерийская дивизия, в которую входил Каргопольский полк, высадилась из эшелонов в районе Поневежа и с ходу нанесла противнику удар, отбросив его, и перешла в наступление. Лето 1915 года Каргопольский полк провёл в тяжёлых боях у реки Бзура.
За время войны Иван Тюленев не раз проявлял мужество и был четырежды награждён Георгиевским крестом. В 1917 году окончил Чистопольскую школу прапорщиков, командовал взводом в 5-м Каргопольском драгунском полку. После Февральской революции был избран солдатами в эскадронный и в полковой солдатские комитеты.

## Гражданская война
С началом Октябрьской революции в ноябре 1917 года Тюленев вступил в кавалерийский отряд Красной гвардии под командованием Шишкова, в котором был командиром взвода и эскадрона. С создания Красной армии, с февраля 1918 года по декабрь служил командиром взвода, затем эскадрона в 1-м Московском кавалерийском полку. В декабре 1918 года был направлен слушателем в Военную академию РККА в Москву. Однако учиться пришлось урывками, учащихся часто посылали на фронт. Так, с мая 1919 года служил помощником начальника штаба 4-й кавалерийской дивизии на Южном фронте. В августе 1919 года Тюленев был назначен начальником разведотдела штаба конного корпуса С. М. Будённого, а с ноября 1919 по февраль 1920 года — начальником разведотдела 1-й Конной армии. В феврале 1920 года он был назначен командиром кавалерийской бригады в 4-й кавалерийской дивизии 1-й Конной армии, с которой воевал на Западном фронте в Польше.
С декабря 1920 года вновь учится в военной академии. Во время Кронштадтского восстания (март 1921 года) был командиром 137-го Минского пехотного полка, участвовал в подавлении восстания. Летом и осенью 1921 года участвовал в подавлении Тамбовского восстания, с мая по октябрь исполнял обязанности командира 15-й Сибирской кавалерийской дивизии и командовал 1-й кавалерийской бригадой.

## В межвоенный период
После окончания академии в октябре 1922 года Тюленев получил назначение на должность командира отдельной кавалерийской бригады в Московском военном округе, а в июле 1924 года принял 14-ю Майкопскую кавалерийскую дивизию. С ноября 1925 года — инспектор кавалерии и ремонтов Северо-Кавказского военного округа, С августа 1926 года — начальник Украинской кавалерийской школы имени С. М. Будённого. С ноября 1927 — командир 2-й отдельной кавалерийской бригады в Кавказской Краснознамённой армии. В 1929 году окончил Курсы усовершенствования высшего начальствующего состава, а в 1930 году — курсы партийно-политической подготовки командиров-единоначальников при Военно-политической академии им. Н. Г. Толмачёва.
С ноября 1930 года — командир и военком 1-й отдельной Особой кавалерийской бригады имени И. В. Сталина. С ноября 1931 — помощник инспектора кавалерии РККА. С июля 1934 года — начальник Управления по конскому составу РККА, с декабря 1934 — начальник отдела Народного комиссариата обороны СССР по ремонтированию конского состава (с декабря 1934). С февраля 1936 года — заместитель инспектора кавалерии РККА. С февраля 1938 года — командующий войсками и член Военного совета Закавказского военного округа.; 7 октября 1938 года утверждён также членом Военного совета при народном комиссаре обороны СССР.
В начале сентября 1939 года срочно вызван в Киев и назначен командующим войсками Кавалерийской армейской группы Киевского Особого военного округа. 16 сентября назначен командующим войсками Каменец-Подольской армейской группы Украинского фронта, 20 сентября — командующим войсками Южной армейской группы Украинского фронта, а 24 сентября — командующим войсками 12-й армии. На этих постах провёл Польский поход РККА в сентябре 1939 года. После завершения боевых действий и размещения войск на занятых территориях в октябре 1939 года вернулся к исполнению обязанностей командующего войсками Закавказского ВО. В июне 1940 года, с введением в РККА генеральских званий, Тюленев стал одним из трёх первых советских генералов армии, наряду с Г. К. Жуковым и К. А. Мерецковым.
С августа 1940 года — командующий войсками Московского военного округа. В марте 1941 года торжественно передал посланнику Венгрии Жозефу Криштоффи 56 армейских венгерских знамён, которые были захвачены российскими войсками при подавлении венгерского восстания.

## Великая Отечественная война

### Южный фронт
21 июня 1941 года с созданием нового фронта, Тюленев назначается командующим Южным фронтом, в конце июня прибыл на театр военных действий. Во главе его провёл оборонительную операцию в Молдове и Тираспольско-Мелитопольскую оборонительную операцию, в которых действовал неудачно, под натиском противника фронт отступал, неоднократно теряя управление войсками и неся большие потери. Лично командующий генерал армии И. В. Тюленев не проявил себя в этих сражениях умелым полководцем, ему не хватило систематического военного образования и опыта командования оперативными объединениями. В директиве Военному совету Юго-Западного направления от 12 августа 1941 года Сталин указывал Будённому:

Комфронта Тюленев оказался несостоятельным. Он не умеет наступать, но не умеет также отводить войска. Он потерял две армии таким способом, каким не теряют даже и полки. Предлагаю Вам выехать немедля к Тюленеву, разобраться лично в обстановке и доложить незамедлительно о плане обороны. Николаев сдавать нельзя. Нужно принять все меры к эвакуации Николаева и, в случае необходимости, организовать взрыв верфей и заводов.
Ни авиацией, ни стрелковыми дивизиями Ставка в настоящий момент помочь не может. Если обяжет обстановка, можете взять сами на себя дело отвода частей и организации обороны.
Обязательно координируйте действия фронта с действиями Черноморского флота и держите связь с Октябрьским. Мне кажется, что Тюленев деморализован и не способен руководить фронтом.

.
В тяжёлых боях под Днепропетровском 30 августа 1941 года Тюленев получил тяжёлое ранение и до 13 октября находился на лечении в Центральном военном госпитале в Москве.

### Резервная армия
После излечения Тюленев был направлен в Уральский военный округ с задачей формирования в течение 2-х месяцев 14 стрелковых и 6 кавалерийских дивизий, а также обучения личного состава дивизий методам современной войны. В ноябре 1941 года часть дивизий была сформирована и составила основу 28-й резервной армии, командующим которой был назначен генерал армии Тюленев. После завершения формирования армию передали в резерв Ставки ВГК, армия заняла тыловую полосу обороны по линии Рыбинск — Углич — Переславль-Залесский — Шуя. Глубина обороны ограничивалась линией Ярославль — Кострома — Иваново.

### Кавказ
В феврале 1942 года Тюленев получил вначале назначение на должность заместителя главнокомандующего Юго-Западного направления, а через несколько дней он был назначен командующим Закавказским фронтом, штаб которого размещался в Тбилиси. По прибытии на место Тюленев занялся переформированием оборонительных рубежей. Учитывая, что прежде не учитывалась возможность вторжения из Турции, а также очевидная слабость рубежей реки Сулак, Тюленев настоял на создании рубежей обороны в районе реки Терек и Грозного. Была усилена оборона Главного Кавказского хребта. События лета 1942 года подтвердили верность решения командующего. 8 августа для оперативного управления войсками была образована Северная группа Закавказского фронта с управлением в Грозном.
С лета 1942 года началась битва за Кавказ. Бои шли на Кубани, в Новороссийске, на Главном Кавказском хребте. Противник рвался к нефтяным промыслам Баку. Егерям 1-я горнострелковой дивизии удалось водрузить нацистский флаг на Эльбрусе. Однако оборона, выстроенная под руководством Тюленева, выстояла. Гитлеровским войскам не удалось выполнить главную задачу: прорваться к нефтяным месторождениям Грозного и Баку. С 12 по 20 ноября 1942 года по его предложению на Закавказском фронте формировалась Конная армия для глубокого прорыва в дальний немецкий тыл, но затем решение о её создании было отменено.
В январе 1943 года Закавказский фронт начал наступление на Краснодар и Новороссийск. В ходе наступления удалось высадить десант в Мысхако и захватить плацдарм (под наименованием «Малая земля» получил широкую известность после издания мемуаров Л. И. Брежнева). После передачи Черноморской группы войск в состав Северо-Кавказского фронта Закавказский фронт остался обеспечивать оборону границы СССР с Турцией.

## После войны
С июля 1945 года И. В. Тюленев командовал войсками Харьковского военного округа. В июле 1946 года он был назначен генерал-инспектором кавалерии Главной инспекции Сухопутных войск СССР. С февраля 1947 года по июнь 1948 года — в должности заместителя командующего кавалерией Сухопутных войск. С июня 1948 года по май 1953 года был вначале председателем стрелково-тактического комитета Сухопутных войск, а с мая 1953 — председателем стрелково-тактического комитета Главного управления боевой и физической подготовки Сухопутных войск. С марта 1955 года — начальник управления вневойсковой подготовки Главного управления боевой подготовки Сухопутных войск. С мая 1958 года — в Группе генеральных инспекторов Министерства обороны СССР.
Звание Героя Советского Союза было присвоено Указом Президиума Верховного Совета СССР 21 февраля 1978 года «за умелое руководство войсками, личное мужество и отвагу, проявленные в борьбе с немецко-фашистскими захватчиками в годы Великой Отечественной войны, большой вклад в подготовку и повышение боевой готовности войск в послевоенный период и в связи с 60-летием Советской Армии и Военно-Морского Флота».
Иван Владимирович Тюленев умер 15 августа 1978 года на 87-м году жизни в Москве. Похоронен на Новодевичьем кладбище.

## Воинские звания
- Комдив (20.11.1935)[8].
- Комкор (22.02.1938)[9].
- Командарм 2-го ранга (08.02.1939)[10].
- Генерал армии (4.06.1940)[11].

## Награды

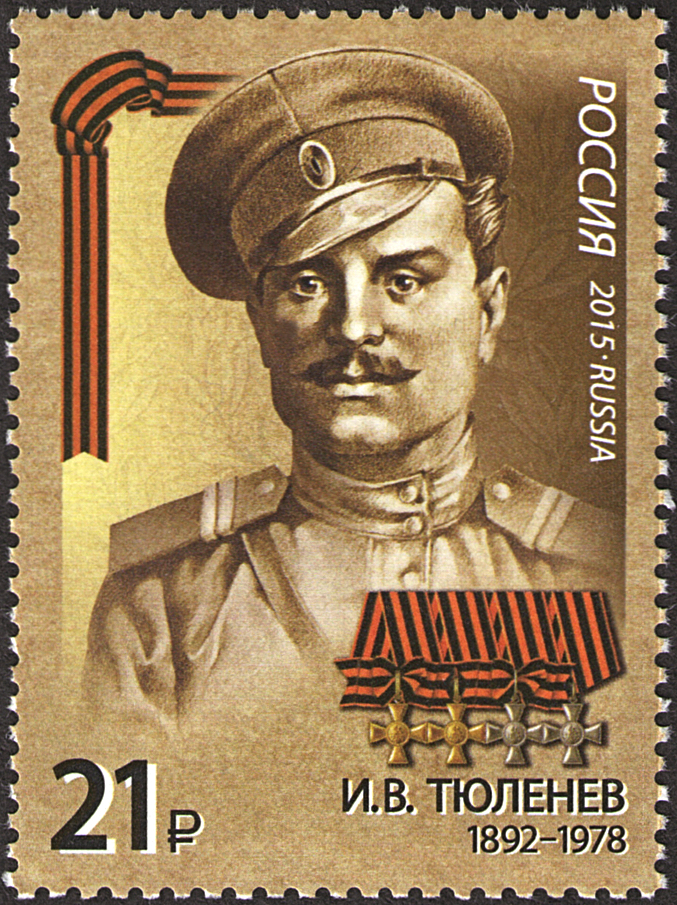
И. В. Тюленев — полный Георгиевский кавалер. Почтовая марка серии «История Первой мировой войны»,.

### Награды Российской империи
- Георгиевская медаль 4 степени (приказ по 5-му Каргопольскому полку от 3 августа 1915 года № 118 § 1).
- Георгиевский крест 3 степени № 91405 (приказ по 5-му Каргопольскому полку от 10 ноября 1915 года № 156 § 3).
- Георгиевский крест 2 степени (приказ по 5-му Каргопольскому полку от 26 июня 1916 года № 119 +§ 6).
- Георгиевский крест 4 степени (приказ по 5-му Каргопольскому полку от 9 июля 1916 года № 126 +§ 6).
- Георгиевский крест 1 степени (приказ по 5-му Каргопольскому полку от 5 февраля 1917 года № 20 +§ 6).

### Награды СССР
- Героя Советского Союза, медаль «Золотая Звезда» № 11295 (21.02.1978).
- Четыре ордена Ленина (22.02.1941, 21.02.1945, 27.01.1962, 21.02.1978).
- Орден Октябрьской Революции (27.01.1972).
- Пять орденов Красного Знамени (25.04.1921, 27.05.1921[12], 13.02.1930, 03.11.1944, 06.11.1947).
- Орден Кутузова 1-й степени (28.01.1943).
- Орден «За службу Родине в Вооружённых Силах СССР» 3-й степени (30.04.1975).
- Медаль «За воинскую доблесть» в ознаменование 100-летия со дня рождения Владимира Ильича Ленина (11.04.1970).
- Медаль «За оборону Одессы» (22.12.1942).
- Медаль «За оборону Кавказа» (01.05.1944).
- Медаль «За победу над Германией» (09.05.1945).
- Медаль «20 лет победы в Великой Отечественной войне 1941—1945 годов» (07.05.1965).
- Медаль «30 лет победы в Великой Отечественной войне 1941—1945 годов» (25.04.1975).
- Медаль «Ветеран Вооружённых Сил СССР».
- Медаль «XX лет РККА» (24.01.1938).
- Медаль «30 лет Советской Армии и Флота» (22.02.1948).
- Медаль «40 лет Вооружённых Сил СССР» (18.12.1957).
- Медаль «50 лет Вооружённых Сил СССР» (26.12.1967).
- Медаль «60 лет Вооружённых Сил СССР» (1978).
- Медаль «В память 800-летия Москвы» (20.09.1948).
- Медаль «В память 250-летия Ленинграда».
- Почётное оружие с золотым изображением Государственного герба СССР (22.02.1968).
- Нагрудный знак «25 лет победы в Великой Отечественной войне» (24.04.1970).

### Иностранные награды
- Орден Боевого Красного Знамени (МНР).
- Медаль «В память 25-летия Победы 1941 г.» (Эфиопия)
- Медаль «25 лет победы над фашизмом» (Бельгия).
- Медаль «30 лет Халхин-Гольской Победы» (МНР).
- Медаль «50 лет Монгольской Народной Революции» (МНР).
- Медаль «50 лет Монгольской Народной Армии» (МНР).
- Медаль «Китайско-советская дружба» (КНР).
- Медаль «За борьбу с фашизмом 1933—1945 гг.» (ГДР).
- медаль «За укрепление дружбы по оружию» 1-й степени (ЧССР).
- Медаль «Гарибальди» (Италия).

## Память
- Проспект в Ульяновске.
- Улица генерала Тюленева в Москве, на доме № 1 по которой установлена мемориальная доска.
- В Ульяновске на обелиске «30 лет Победы» установлена мемориальная доска.
- Станция «Генерала Тюленева» Троицкой линии Московского метрополитена.

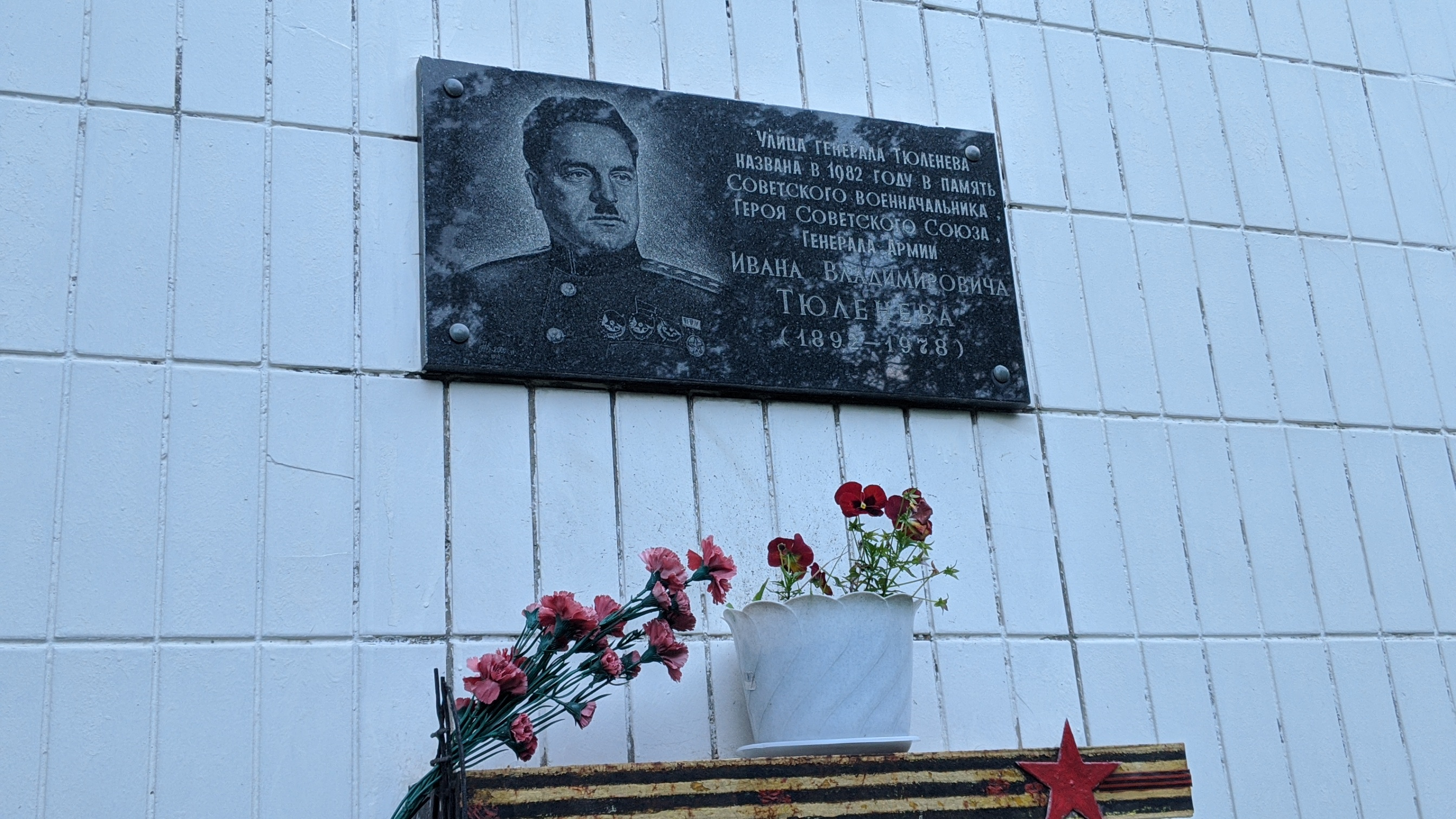
Мемориальная доска в Москве (ул. Генерала Тюленева, дом 1).
Мемориальная доска с именами Героев (Ульяновск).

## Киновоплощение
- 1941 — «Первая конная» — Михаил Викторов.

## Сочинения
- Боевая слава советской кавалерии. — М., 1949.
- Крах операции «Эдельвейс». — Орджоникидзе, 1975.
- Организация и методика подготовки эскадрона. — М., 1933.
- Первая Конная в боях за социалистическую родину: очерк боевых действий. — М.: Государственное военное издательство Наркомата обороны Союза ССР, 1938. — 216 с.
- Советская кавалерия в боях за Родину. — М., 1957.
  - Через три войны. — М.: Воениздат, 1960.
  - М.: Воениздат, 1972.
  - М.: Центрполиграф, 2007. — ISBN 978-5-9524-2704-4.
  - М.: Центрполиграф, 2021. — (Наш XX век) (75 лет Победы). — ISBN 978-5-227-07920-6.
- На Южном фронте. // Военно-исторический журнал. — 1960. — № 3. — С. 27—42.